# 大麻叶泽兰
大麻叶泽兰（学名：Eupatorium cannabinum）为菊科泽兰属的植物。分布于俄罗斯以及中国大陆的江苏、浙江等地，常生于山坡草丛、小山山顶或村落竹林内，目前尚未由人工引种栽培。